# طواحين بيروت
طواحين بيروت هي رواية للكاتب اللبناني توفيق يوسف عواد، تدور حول لبنان والوطن العربي تجاه قضاياه المصيرية في العقيدة والسياسة والجنس. كتبها مؤلفها قبل اندلاع الحرب الأهلية اللبنانية.
تحتل الترتيب 29 في قائمة أفضل مئة رواية عربية في تاريخ الأدب العربي حسب تصنيف اتحاد الكتاب العرب، اختارت منظمة اليونيسكو هذه الرواية في سلسلة «مؤلفات الأدباء الأكثر تمثيلاً لعصرهم». وترجمت الرواية إلى اللغات الإنكليزية والألمانية والفرنسية والروسية.

## محتوى
تحكي رواية «طواحين بيروت»، وعلى مستواها الفني المتخيل، حكاية الصراع في لبنان بكل تعقداته وتشابك قضاياه وعلاقة ذلك بالنسيج الاجتماعي لهذا البلد، وبما هو نهج ثقافي ـ طائفي.

### أحداث الرواية
تجري أحداث الحكاية التي ترويها الرواية في فترة مفصلية من تاريخ لبنان الحديث، هي فترة الستينيات التي عرفت صعودا للفئات البرجوازية اللبنانية، خاصة الفئة الوسطى، وتلازم ذلك وانتظام المنتجين، على مختلف الصعد الإنتاجية، في هيئات نقابية تناهض سلطة الفساد وتسعى لتحسين الأوضاع المعيشية للمنتجين والعمال على مختلف مستوياتهم، وذلك على قاعدة مفهوم للوطن مدني يجمع بين المسلمين والمسيحيين.
تنبني الرواية مسعى إصلاحي ـ تغييري يلتزم به الجيل الناشئ في لبنان من طلاب الجامعات، وعلى رأسهم هاني الراعي المسيحي وتميمة نصور المسلمة الشيعية. كلاهما قادم من الأطراف: هاني من قرية المطلة في المتن الشمالي ـ أي من الجبل المسيحي ـ وتميمة من قرية المهدية في الجنوب اللبناني ـ الشيعي في غالبيته ـ وكلاهما يعاني من هذا التغيير في أجواء حياته بسبب الانتقال من بساطة القرية إلى صخب المدينة، في ما هما يعملان من أجل التغيير، الإصلاحي، داخل المدينة. ينطلق هذا المشروع من هدف محدد عند الطلاب، هو تطوير الجامعة اللبنانية التي كانت تقتصر على تعليم العلوم الإنسانية، بإنشاء كليات للعلوم والهندسة.
لكن ثمة أموراً تحول دون نجاح مشروع الطلاب التغييري. تتناول الرواية هذه الأمور، فتشير إلى بعضها وتحكي عن بعضها الآخر بإسهاب: تشير إلى تعرض السلطة الحاكمة آنذاك لمظاهرة الطلاب، وإلى مجهولين يطلقون الرصاص عليها. وتحكي عن «معامل التعصب وغبار الشوارع الغوغائي. والزعماء التقليديين وتجار النفوذ» الذين اندسوا في صفوف الطلاب، تحركهم مآربهم الحزبية وشهواتهم الخاصة وأصبغتهم العقائدية.